# ويليام جونسون (كاتب)
ويليام جونسون (بالإنجليزية: Holly Johnson) (و. 1960  م) هو مغني، وكاتب، وفنان، وعازف قيثارة، ورسام، وموسيقي بريطاني، ولد في ليفربول، يستخدم آلات غيتار البيس، وقيثارة، بدأ مشواره المهني سنة 1977.

## التعليم
تعلم في Liverpool Collegiate School ‏.

## وصلات خارجية
- هالی جانسون على موقع IMDb (الإنجليزية)
- هالی جانسون على موقع ميوزك برينز (الإنجليزية)
- هالی جانسون على موقع إن إن دي بي (الإنجليزية)
- هالی جانسون على موقع أول ميوزيك (الإنجليزية)
- هالی جانسون على موقع ديسكوغز (الإنجليزية)
- هالی جانسون على موقع قاعدة بيانات الفيلم (الإنجليزية)

- ويليام جونسون في قاعدة بيانات الأفلام على الإنترنت